# 計名さや香
計名 さや香（かずな さやか、1月30日生まれ - ）は日本の女性声優。兵庫県生まれ、大阪府育ち。日本ナレーション演技研究所を卒業し事務所に所属していたが、関東へ移住して以降はフリーランスとなる。主にアダルトゲームに声をあてている。日本ナレーション演技研究所卒業。身長148cm。

## 出演作品
太字は主役・メインキャラクター。

### コンシューマーゲーム
- お嬢様組曲 -Sweet Concert-（2007年4月26日、PlayStation 2）望月司 役[2]
- ジグソーワールド 〜大激闘! ジグバトル・ヒーローズ〜（2008年6月26日、ニンテンドーDS）ホニャ・ララ 役[2]
- Pure×Cure Re:covery（2007年8月23日、PlayStation 2）神楽坂 月乃 役[2]

### パソコンゲーム
- Fate Axis（2002年10月18日）イリア・ストレイン 役[3]
- みこさんのミラクルボード（2002年）みこさん 役[3]
- 指武利遊戯（2003年3月）怜悧、鈴 役[3]
- リミットレスビット 〜王国の勇士たち〜（2008年3月27日） リンテレット・パステル 役
- フォーチュンサモナーズ 〜アルチェの精霊石〜 Deluxe（2009年6月18日）ルイーゼ、サナの母 役[2]
- ヴァンガードプリンセス 〜先陣の姫君〜（2009年6月26日）忽那ゆい、忽那はるか 役[3]
- エターナルメモリー（2013年11月12日） リィズ、ミルフィー役

以下はアダルトゲーム
- メイド三姉妹物語（2003年）りり 役[2]
- 処女宮 〜栗毛の潮吹少女たち〜（2004年3月19日）佐倉木 千夏 役[2]
- らずべりー（2004年8月27日）村上静音 役[2]
- はめ☆ドリ（2004年9月24日）高篠マイ 役[2]
- Pure x Cure（2005年2月）神楽坂 月乃 役[2]
- 陽だまりのはな（2006年3月10日）竜崎千鳥 役[2]
- お嬢様組曲（2005年4月22日）望月司 役[2]
- 学園怪傑くるり!（2005年4月22日）転堂くるみ 役[2]
- 夏菓子（2005年12月22日）岸本司 役[2]
- あまなつ（2006年6月23日）風見涼夏 役[2]
- 聖騎士産卵記（2006年8月25日）ヴァネッサ・ノアール・リフォン 役[2]
- CooL!! 〜強娘純恋歌〜（2006年9月29日）稲山優奈 役[2]
- 萌えろDownhill Night 2（2006年10月27日）鳴守ケイ 役[2]
- 女将・静香 〜熟れた果実が堕ちる刻〜（2007年4月27日）飯沼クリスティ 役[2]
- 魔法少女ナユタ（2007年2月23日）ナユタ 役[2]
- 萌えろダウンヒルナイトBLAZE（2007年3月2日） 鳴守ケイ 役[4]
- めいくるッ! 〜Welcome to Happy Maid Life!!〜（2007年5月25日）薬師寺 水恋 役[2]
- 俺は彼女を信じてる! 〜遠距離恋愛のススメ〜（2007年7月27日）ティナンチャイ・ブンナーク 役[2]
- NOZOKI魔 III 〜背徳マンション24H〜（2007年10月26日）七瀬あゆみ 役[2]
- 姫∽神1/2（2008年1月25日）ティアマート 役[2]
- 宇宙刑事ソルディバン（2008年4月4日）海崎レイナ 役[2]
- NOZOKI魔 〜ファイナル〜（2008年7月25日）葛城ゆうか 役[2]
- NOZOKI魔 〜ビギニング〜（2008年8月29日）葛城ゆうか 役[2]
- DokiDokiる〜みんぐ（2008年9月26日）如月渚 役[2]
- 箱 -はこ-（2008年10月10日）むっちゃん 役[2]
- 堕姫2（2008年11月26日）セルフィーユ・リュ・アスティメルレ 役[2]
- 姦熟女教師 〜肉欲に濡れる罠（2008年11月28日）風祭紅音 役[2]
- 姦染3 〜首都崩壊〜（2008年11月28日）綾瀬漣 役[2]
- 学園クラブトライアングル 〜制服と処女と甘い香り〜（2008年12月5日）姫宮みちる 役[2]
- 絶対女子寮域!（2008年11月28日）波多野 梗花 役[2]
- Maple Colors 2（2008年12月26日）九条麗子 役[2]
- ロイヤルスレイブ（2009年3月20日）エリカ＝シュミット 役[2]
- キミベタ 〜キミをベタベタにさせてあげる〜（2009年4月17日）加賀野 恭子　役[2]
- 姉妹巫女〜恥辱の緊縛卍責め〜（2009年7月24日）美那神 はづき 役[2]
- 夢みる恋の結びかた（2009年7月31日）新良城 紗々弥 役[2]
- 性喰体育教師〜学園初出し生搾り（2009年9月18日）柏崎凜 役[2]
- 触装!魔法少女ヒカル（2009年10月23日）有紀ヒカル[2]
- とらぶる@ヴァンパイア! 〜あの娘は俺のご主人さま〜（2009年10月30日）蒔耶閏美 役[2]
- 佐野俊英が、あなたの専用原画マンになります（2009年11月20日）お姉さんタイプ、熟女タイプ 役[2]
- Hell Guide（2009年12月18日）霧山亜衣 役[2]
- Cure Mate CLUB（2010年3月26日）高嶺エリナ 役[2]
- 姦染4 〜the day after〜（2010年4月30日）能登屋 梢 役[2]
- SACRIFICE 〜捨牌の行方〜（2010年6月25日）桜町沙緒 役[2]
- 妹と幼なじみの性奴指導 〜これ以上中に出すのはやめて!〜（2010年7月9日）柏原比奈姫 役[2]
- 楽園のルキア 〜Blood Moon Rising〜（2010年9月24日）三条環 役[2]
- 萌恋維新! アタシら、じぇいけー、新閃組!（2010年9月30日）土方香里 役[2]
- 鬼父2（2010年10月29日）牧野遥 役
- りぼる・さもなー Revolving Summoner（2010年11月12日）ロンジン 役[2]
- 淫祭の島 〜血と白濁の贄〜（2010年12月20日）京極サオリ 役[2]
- まるめる 〜ソウシンシャは@未来〜（2010年12月24日）麦わら帽子の少女 役[2]
- あまふたサンドイッチ!!! -AMA-AMA-FUTA-MATA-SANDWICH!!!-（2011年2月25日）鬼莫そぞろ 役[2]
- 巨乳トライ! -短期集中乳揉みレッスン-（2011年3月25日）望月緋奈 役[2]
- 必殺痴漢人II（2011年3月25日）瀬尾想子 役[2]
- 姦染5 〜The Daybreak〜 （2011年12月22日）南 彩月 役[2]
- 喰ヒ人（2012年1月20日）狩野悠里 役[5]
- 淫魔の憂鬱（2012年5月18日）呉 鏡華 役[6][7]
- 追奏のオーグメント（2012年9月14日）梅川詩帆 役[8]
- 終奏のオーグメント（2013年4月19日）梅川詩帆 役[9]
- 超コンカツ! 5人の嫁 ～アレから三十路まで（2013年4月26日）高田由真 役[10]
- LOVE×HATE（2013年5月31日）太子堂 瑠璃 役[11]
- ぜったいマジラブ! あまイチャはぷにんぐ!（2013年7月26日）オヤジー 役[12]
- 家出少女調教通学（2013年8月23日）佳奈ちゃん 役[13]
- バレーコーチんぐ! ～崖っぷちな俺と、バレー部員達とのエッチでドキドキ合宿猛特訓!～（2013年10月25日）笹倉やよい 役[14]
- 必殺!勃起人!! ～至極の快楽痴漢～（2013年11月29日）比島紫帆 役[15]
- 腐果の濡獄 ～蠢く妄執の連鎖……終わりのない饗宴～（2014年1月31日）南方紗鳥 役[16]
- なつドキッ!（2014年2月21日）汐見鈴花 役
- 悪の女幹部2「キサマなどに教育されてたまるかっ!」（2014年8月29日）大江山 明日楽 役
- 淫妖蟲 凶〜凌触病棟退魔録〜（2014年9月26日） 月白桜花 役[17]
- 鳥籠の姫 〜絶対妊娠の姉妹悦辱〜（2014年11月28日）籠蔵楓 役[18]
- なりきり!ごっこ遊び 〜インモラルパッケージ〜（2014年12月19日）川崎凛香 役[19]
- 巨乳人妻女教師催眠・携帯アプリでセックス中毒!（2014年12月26日） 月島響子 役[20]
- 淫妖蟲 凶 〜久遠の姫巫女〜（2015年1月30日） 月白桜花 役
- Trippers. -彼女との学園生活を破壊する、1通の手紙-（2015年4月24日） 南条真弓 役
- 妹ニート更正調教（2015年6月19日） 綾音 役
- ごっくん♪バンパイア☆プリンセス（2015年10月30日） シャルロッテ・ビュッテンフェルト 役
- 淫妖蟲 獄〜凌触地獄退魔録〜（2016年4月28日） 月白桜花 役
- 俺魔王! ～砕け散った魂(俺)の欠片を収集せよ!～（2016年6月24日）弓野さくら 役
- 淫妖蟲獄 久遠の姫巫女 特別篇（2016年8月15日）月白桜花 役
- クレオパトラがやってきた！？～現代に降臨した古代女王と濡れ透け性生活～（2016年12月16日）クレオパトラ7世 役
- ふれあい～傷だらけの少女を甘やかす～（2017年4月28日） いろは 役
- 俺嫁！？（2017年6月30日） 新宮アキラ 役[21]
- おままごと　～母親少女とちやほやしっぽり～（2017年6月30日） まあや 役
- 巨乳少女のエロ犬（2017年11月22日） 深耶 役
- いもうと ～蜜壺・第二章～（2018年1月26日） 日下部満花 役
- お姉ちゃんは串刺し公!? ～アタシの杭で貫いてあげる♪～（2018年3月23日） 浦戸 クレア、浦戸 ラキア 役
- カスタムオーダーメイド3D2（2018年2月23日） 澪次菜 さな 役
- お姉ちゃんは串刺し公!? ～アタシの杭で貫いてあげる♪～（2018年3月23日） 浦戸 クレア、浦戸 ラキア 役
- 邪淫のいけにえ ～触手姫アルテア&魔子宮遣いビアンカ 終わりの無い受胎～（2018年6月29日） ビアンカ 役
- なつこい!（2018年6月29日） 石垣 ゆかり 役
- 暴淫荒野 白濁のビッチ姫 ～あなたの大きいのドンドン私にぶち込んで～ / ゲリラ少女ハント ～捕まったらモヒカン野郎の精液便所～（2019年1月25日） YOKO 役
- 憑依彼女 ～ツキカノ（2019年1月25日） 佐原 リナ 役
- 邪淫のいけにえ2 ～女勇者と修道女・果てしなき絶頂＆触手地獄に堕ちたダークエルフと聖女～（2019年5月31日） ビアンカ、ノエイン 役
- 淫妖蟲 醜 ～凌蝕楽園退魔録～（2020年4月24日） 月白 桜花 役
- ずっと憧れだった兄嫁をこの度寝取りましてTHEアニメーション（2020年7月15日） マリア 役
- お嬢様は発情期（2020年7月19日） 長野 朝美 役
- マニアックサークル白書 ～変態淑女たちの物語～（2021年5月28日） 長野 朝美 役

### ソフトウェア
- 阿久女イク（2007年12月）[22]

## メディア

### Webラジオ
- 奥山歩と計名さや香の「あやラジ!」[2]
- 計名さや香の「さやラジ!」[2]

### インタビュー記事
- 『PUSH!!』2005年7月号（そして歌が生まれた・前編）[2]
- 『PUSH!!』2005年8月号（そして歌が生まれた・後編）[2]
- 『PUSH!!』2006年6月号[2]